# Школа-Інтернат (зупинний пункт)
Шко́ла-Інтерна́т — пасажирський залізничний зупинний пункт Ужгородської дирекції Львівської залізниці.
Розташований у смт Великий Березний поблизу Великоберезнянської загальноосвітньої санаторної школи-інтернату, Великоберезнянський район Закарпатської області на лінії Самбір — Чоп між станціями Великий Березний (2 км) та Дубриничі (10 км).
Станом на травень 2019 року щодня чотири пари електропотягів прямують за напрямком Сянки — Мукачево.